# بینوایان (فیلم ۱۹۳۵)
بینوایان (به انگلیسی: Les Misérables) فیلمی ۱۰۸ دقیقه‌ای در ژانر درام و تاریخی بر اساس رمان بی‌نوایان نوشته ویکتور هوگو به کارگردانی ریچارد بولسلافسکی با بازی فردریک مارچ است.